# Karagözgöllüalan, Yeşilyurt
Karagözgöllüalan là một xã thuộc huyện Yeşilyurt, tỉnh Tokat, Thổ Nhĩ Kỳ. Dân số thời điểm năm 2011 là 156 người.